# Menat
|  | Per a altres significats, vegeu «Menat (Puèi Domat)». |

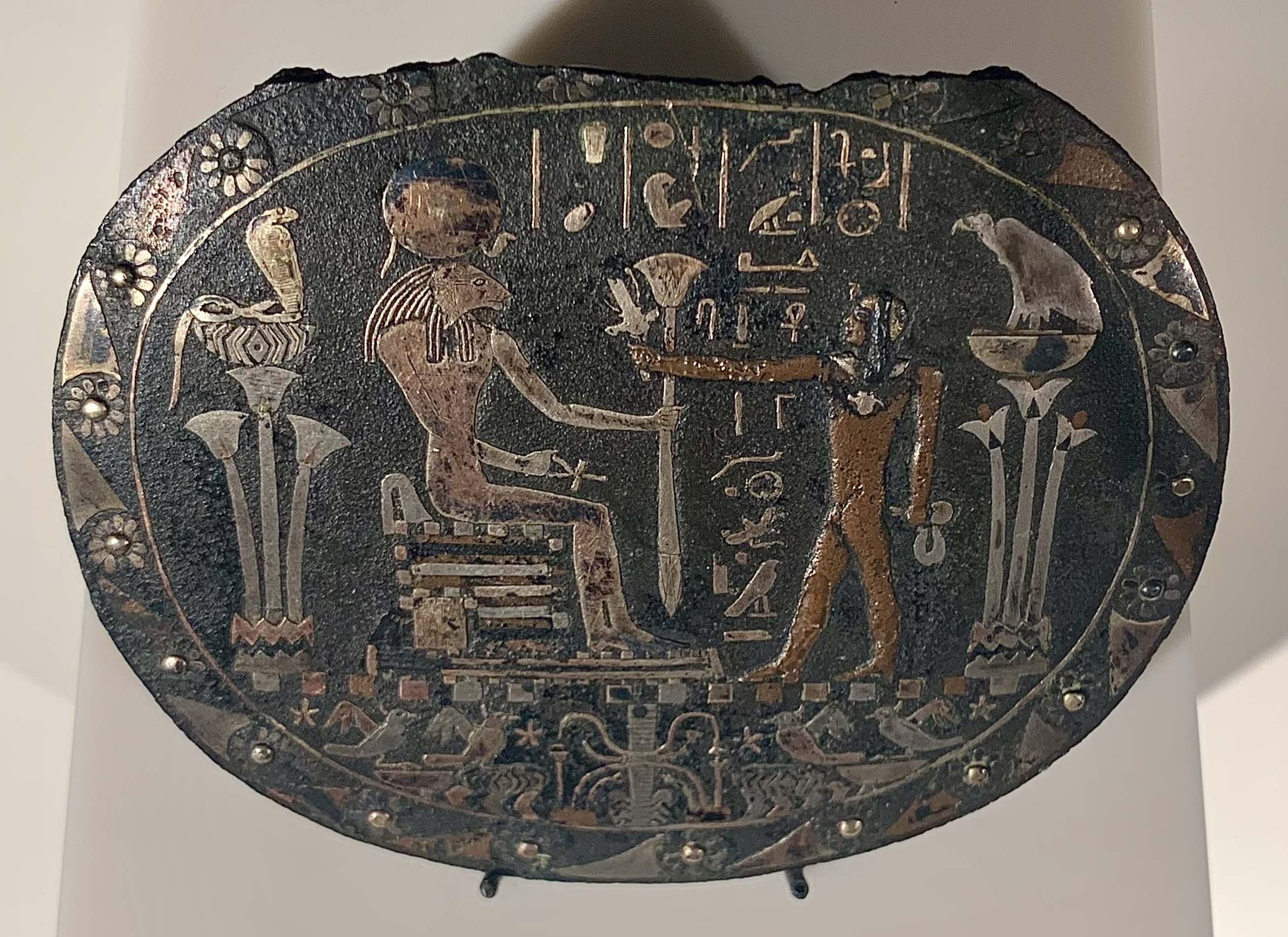
Menat de Harsiesis (part davantera). Altes Museum, Berlín

Menat (en antic egipci mny.t) era un objecte cerimonial de l'antic Egipte que, en igual que el sistre, estava estretament relacionat amb la deessa Athor. El portaven a la mà les sacerdotesses d'Athor i era utilitzat a manera de sonall, de manera que pot considerar-se tan un objecte de culte com un instrument de percussió. També es duia al coll, com un penjoll. Estava format per una mena d'escut o disc, anomenat ègida (del grec, «escut»), unit a una peça rectangular o trapezoidal; la seva forma recorda la del forat de la clau en un pany. Quan es duia al pit, se subjectava amb una cinta o cadena de granadures, i un contrapès a l'extrem posterior, lligat sobre l'esquena de la persona que el portava. Es feien sovint de faiança, o d'altres materials diversos, com cuir i bronze. Solien portar inscripcions o representacions de deïtats associades amb Athor, com Sekhmet.
La menat sovint s'usava també com a amulet de protecció, fins i tot pels toros Apis, els fills d'Athor. Es creia que proporcionava bona sort i fortuna, i que el soroll que feia en ser sacsejat protegia contra els mals esperits. La iconografia suggereix que, per fer-lo sonar, se subjectaria per la part que te forma de forat de clau i es farien sacsejar les cadenes de granadures, de manera que, en xocar les unes amb les altres farien un so característic.
També va ser usat per a donar protecció a l'altra vida i s'ha trobat a les tombes. Es donava com a regal en l'època Ramésida (dinasties dinovena i vintena, que són els últims dos terços de l'Imperi Nou d'Egipte). La menat també va relacionar-se amb la deessa Isis com a símbol de fertilitat. Era usat per les dones, creient que fomentava la fecunditat i la bona salut, mentre que entre els homes aportaria virilitat.